# Jan Jerzy I Wettyn
Jan Jerzy I Wettyn (ur. 5 marca 1585 w Dreźnie, zm. 8 października 1656 tamże) – książę elektor Saksonii w latach 1611–1656. Syn Krystiana I Wettyna i Zofii Hohenzollern, młodszy brat Krystiana II Wettyna.

## Życiorys
Objął władzę w Saksonii po śmierci starszego brata. W początkowym okresie rządów kontynuował rozpoczęty w 1609 roku spór spadkowy między Hohenzollernami, Wettynami i Wittelsbachami o Jülich-Kleve-Berg, który przegrał na mocy układu w Xanten.
W 1619 roku działając w sprzeczności z resztą obozu protestanckiego w Rzeszy Jan Jerzy I Wettyn opowiedział się za elekcją na cesarza Ferdynanda II Habsburga. Skutkiem tego był aktywny udział elektora po stronie Habsburgów w początkowym okresie wojny trzydziestoletniej.
Niezadowolenie społeczne z polityki księcia oraz brak korzyści materialnych z prowadzenia wojny w Czechach spowodowały, że w 1631 roku Jan Jerzy I Wettyn przeszedł na stronę protestantów i opowiedział się za Gustawem II Adolfem. 
Po śmierci króla szwedzkiego w 1635 roku Jan Jerzy I zawarł w Pradze pokój z cesarzem uzyskując w zamian jako dziedziczne lenno Łużyce. Kolejna zmiana frontu przyczyniła się do najazdu szwedzkiego na Saksonię i znacznego zniszczenia kraju co zmusiło elektora do pertraktacji i podpisania rozejmu w 1645 roku, który wyeliminował albertyńską linię Wettynów z wpływu na dalszy przebieg wojny trzydziestoletniej.

## Życie prywatne
16 września 1604 poślubił Sybillę Elżbietę, córkę Fryderyka I, księcia wirtemberskiego. Owdowiał 20 stycznia 1606. Po raz drugi ożenił się 29 lipca 1607. Jego wybranką została Magdalena Sybilla, córka księcia pruskiego Albrechta Fryderyka.
Pierwsze małżeństwo Jana Jerzego było bezdzietne. Z drugiego pochodzili:
- Zofia Eleonora, ur. 23 listopada 1609, zm. 2 czerwca 1671, żona Jerzego II, landgrafa heskiego na Darmstadt,
- Maria Elżbieta, ur. 22 listopada 1610, zm. 24 czerwca 1684, żona Fryderyka III, księcia holsztyńskiego na Gottorp,
- Krystian Albert, ur. 4 marca 1612, zm. 9 sierpnia 1612,
- Jan Jerzy II, ur. 10 czerwca 1613, zm. 1 września 1680, elektor saski,
- August, ur. 13 sierpnia 1614, zm. 4 czerwca 1680, książę saski na Weissenfels,
- Chrystian I, ur. 27 października 1615, zm. 18 października 1691, książę saski na Merseburgu,
- Magdalena Sybilla, ur. 23 grudnia 1617, zm. 6 stycznia 1668, żona najpierw Krystiana, następcy tronu duńskiego, a później Fryderyka Wilhelma II, księcia saskiego na Altenburgu,
- Maurycy, ur. 28 marca 1619, zm. 4 grudnia 1681, książę saski na Zeitz[1],
- Henryk, ur. 27 czerwca 1622, zm. 15 sierpnia 1622.